# Effectifs de la Coupe du monde de rugby à XIII 2008
Cet article présente les effectifs de la Coupe du monde de rugby à XIII 2008,.

## France
L'entraineur de la sélection est l'Australien John Monie, son capitaine en est Thomas Bosc.
| Nom                    | Âge | Matchs (Pts marqués) pendant l'édition | Club               |
| ---------------------- | --- | -------------------------------------- | ------------------ |
| Éric Anselme           | 28  | 2 (0)                                  | Leeds Rhinos       |
| Jean-Philippe Baile    | 21  | 1 (0)                                  | Dragons Catalans   |
| Jean-Christophe Borlin | 31  | 1 (0)                                  | Saint-Gaudens      |
| Thomas Bosc            | 25  | 3 (16)                                 | Dragons Catalans   |
| Laurent Carrasco       | 32  | 2 (0)                                  | Villeneuve-sur-Lot |
| Rémi Casty             | 23  | 2 (0)                                  | Dragons Catalans   |
| Olivier Elima          | 25  | 3 (0)                                  | Dragons Catalans   |
| Jamal Fakir            | 26  | 3 (0)                                  | Dragons Catalans   |
| Adel Fellous           | 30  | 2 (0)                                  | Widnes Vikings     |
| Maxime Grésèque        | 27  | 2 (0)                                  | Pia                |
| Mathieu Griffi         | 25  | 1 (0)                                  | Dragons Catalans   |
| Jérôme Guisset         | 30  | 3 (12)                                 | Dragons Catalans   |
| Christophe Moly        | 26  | 3 (4)                                  | Carcassonne        |
| Grégory Mounis         | 23  | 3 (0)                                  | Dragons Catalans   |
| Justin Murphy          | 30  | 2 (0)                                  | Dragons Catalans   |
| Dimitri Pelo           | 23  | 2 (0)                                  | Dragons Catalans   |
| Sébastien Planas       | 24  | 1 (4)                                  | Toulouse           |
| Sébastien Raguin       | 28  | 3 (4)                                  | Dragons Catalans   |
| Julien Rinaldi         | 29  | 1 (0)                                  | London Harlequins  |
| Teddy Sadaoui          | 25  | 3 (0)                                  | Carcassonne        |
| Jared Taylor           | 27  | 3 (4)                                  | Lézignan           |
| John Wilson            | 30  | 3 (8)                                  | Dragons Catalans   |
| James Wynne            | 32  | 2 (0)                                  | Lézignan           |